# 9468 Brewer
9468 Brewer (1998 LT2) là một tiểu hành tinh vành đai chính được phát hiện ngày 1 tháng 6 năm 1998 bởi E. W. Elst ở Đài thiên văn Nam Âu.